# Olmi (cognome)
Olmi è un cognome di lingua italiana.

## Varianti
Olmedo, Olmetti, Olmetto, Olmini, Olmino, Olmo, Ormea, Ormei.

## Origine e diffusione
Cognome tipicamente centro-settentrionale, è presente prevalentemente in Toscana.
Potrebbe derivare dal nome dell'omonima pianta o dal prenome da essa derivata; potrebbe tuttavia derivare anche da un toponimo. Olmo e Olmedo sono altresì cognomi spagnoli.
La variante Ormea è piemontese.

## Persone
- Monica Olmi (1970) – ex nuotatrice italiana
- Paolo Olmi (1954) – direttore d'orchestra italiano
- Renato Olmi (1914-1985) – calciatore italiano
- Gianluigi Olmi (1938) - scrittore italiano